# Via Publica von Brüssel nach Prag

Verlauf der Bundesstraße 8, teilweise identisch mit der Via publica und der Heristrata

Die Via Publica (Volksstraße, später Poststraße oder Handelsstraße) wurde erstmals 839 in einem Diplom von Kaiser Ludwig dem Frommen erwähnt. Diese Erwähnung war in Altfeld im Spessart. In dieser Tauschurkunde wurde aber noch eine andere Straße erwähnt, die Heristrata = Heerstraße. Diese Erwähnung war zwischen Bischbrunn und Rohrbrunn im Spessart, dort wo die ehemalige Bundesstraße 8 verlief.
Die Altstraße Via Publica sollte von Brüssel in Flandern über Frankfurt, Würzburg und Nürnberg bis Prag in Böhmen geführt haben. Wobei eine Erwähnung der Via Publica zwischen Brüssel, Köln und Frankfurt nicht bekannt ist. Jedoch eine frühere Nennung der Via publica, im Jahr 815 in der Wüstung Lochheim, im heutigen Gemeindegebiet Biebesheim am Rhein, ca. 50 km südöstlich von Mainz. Und eine Nennung in Bad Salzschlirf bei Fulda aus dem 9. Jhd. Und zwei Nennungen bei Drensteinfurt, südlich von Münster aus dem Jahr 1331 und 1440. 
Im Mittelalter soll eine Handelsstraße die Handelsstädte Köln, Frankfurt, Nürnberg und Regensburg verbunden haben. Eine Behauptung ohne Beweise. Die Steinerne Brücke in Regensburg (1135–1146), die Innbrücke in Passau (1143), die Lahnbrücke in Limburg (1341 vollendet) und die Mainbrücken in Würzburg (1133), Frankfurt (vor 1222) und Kitzingen (vor 1300) zählen zu den ältesten Steinbrücken Mitteleuropas und zeugen von der historischen Bedeutung. Jedoch nicht von dieser Fernstraße.
Im Jahr 1615 wurde der Generalpostmeister Lamoral von Taxis durch Kaiser Matthias beauftragt, einen Postkurs von Brüssel, über Frankfurt und Nürnberg, nach Prag einzurichten. Hierfür wurde die Via Publica ab Altfeld Richtung Würzburg ausgebaut.
Heute ist die Bundesstraße 8 größtenteils identisch mit beiden Altstraßen, der Heristrata und der Via publica. Die mittelalterlichen Handelswege führten zumeist nicht durch die sumpfigen und nach Regenfällen unpassierbaren Täler, sondern über die trockenen Höhenstraßen. Aber diese Straßen mussten auch Flüsse überqueren, die sich immer tief in Täler befinden.
Ein Teil der Via Publica wird auch als Mauspfad bezeichnet. Jedoch die Ersterwähnung des Mauspfad ist erst in den Tranchot-Karten von 1801–1814 erwähnt.

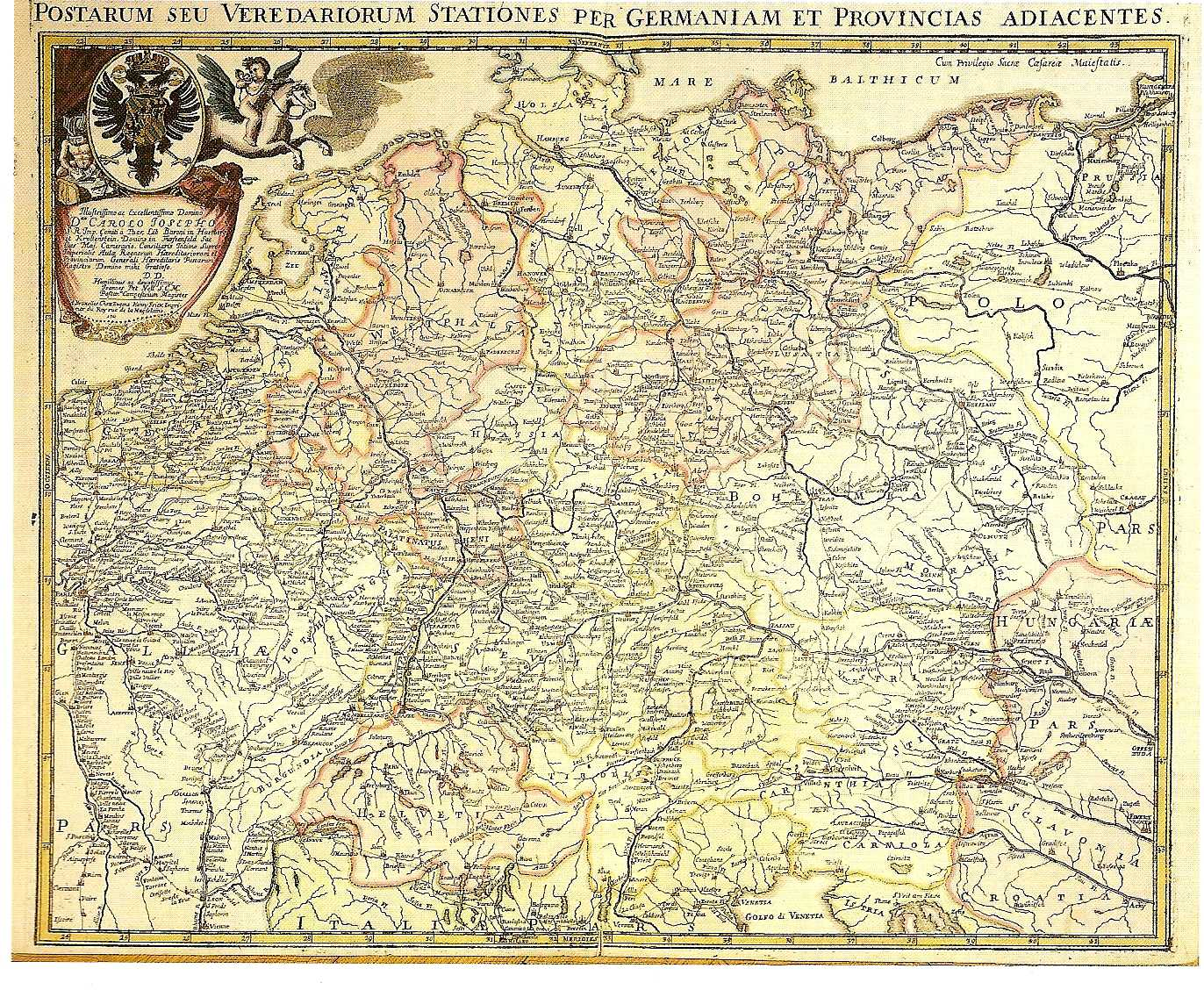
Postkurse 1711.
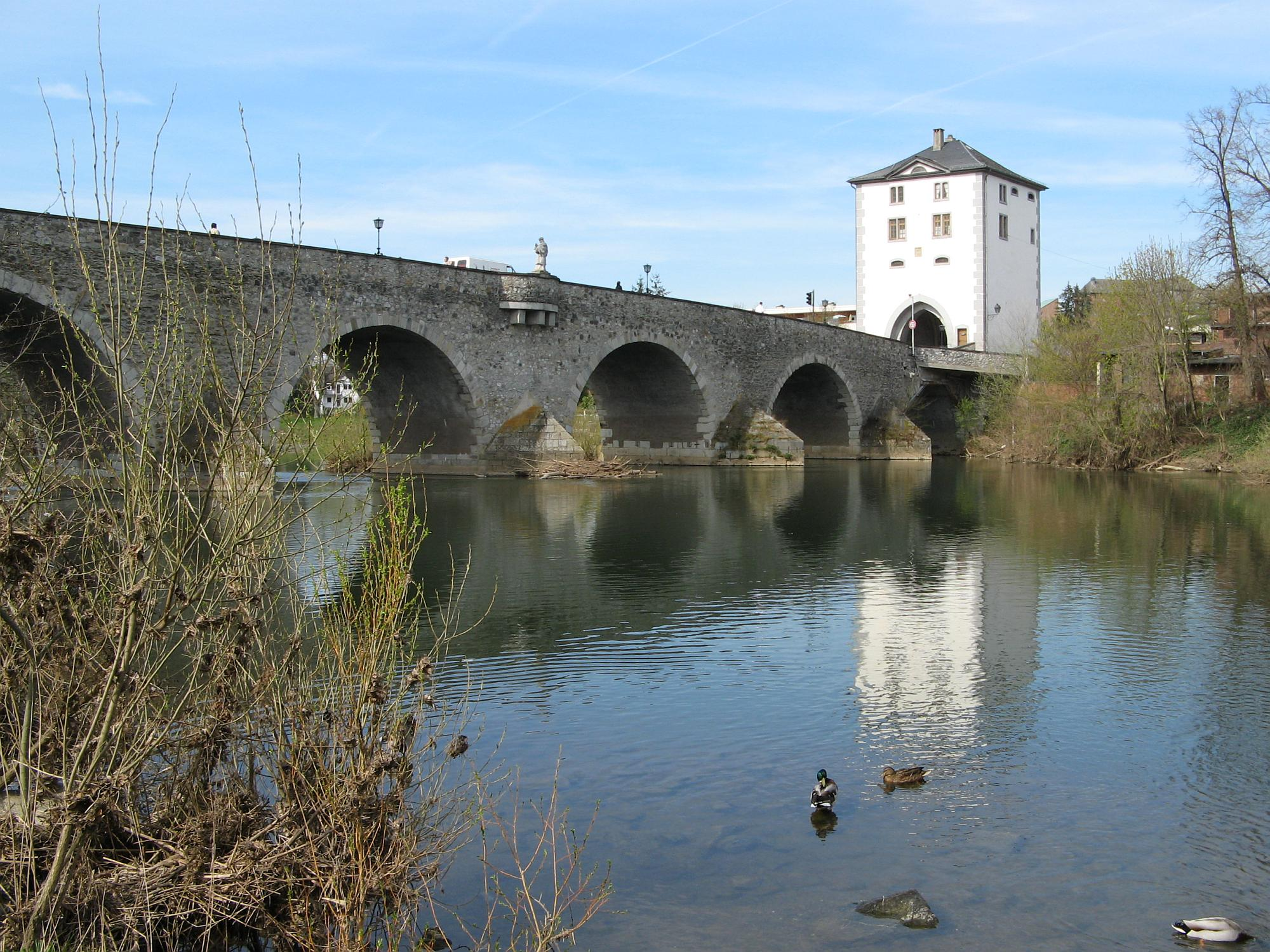
Alte Lahnbrücke in Limburg.
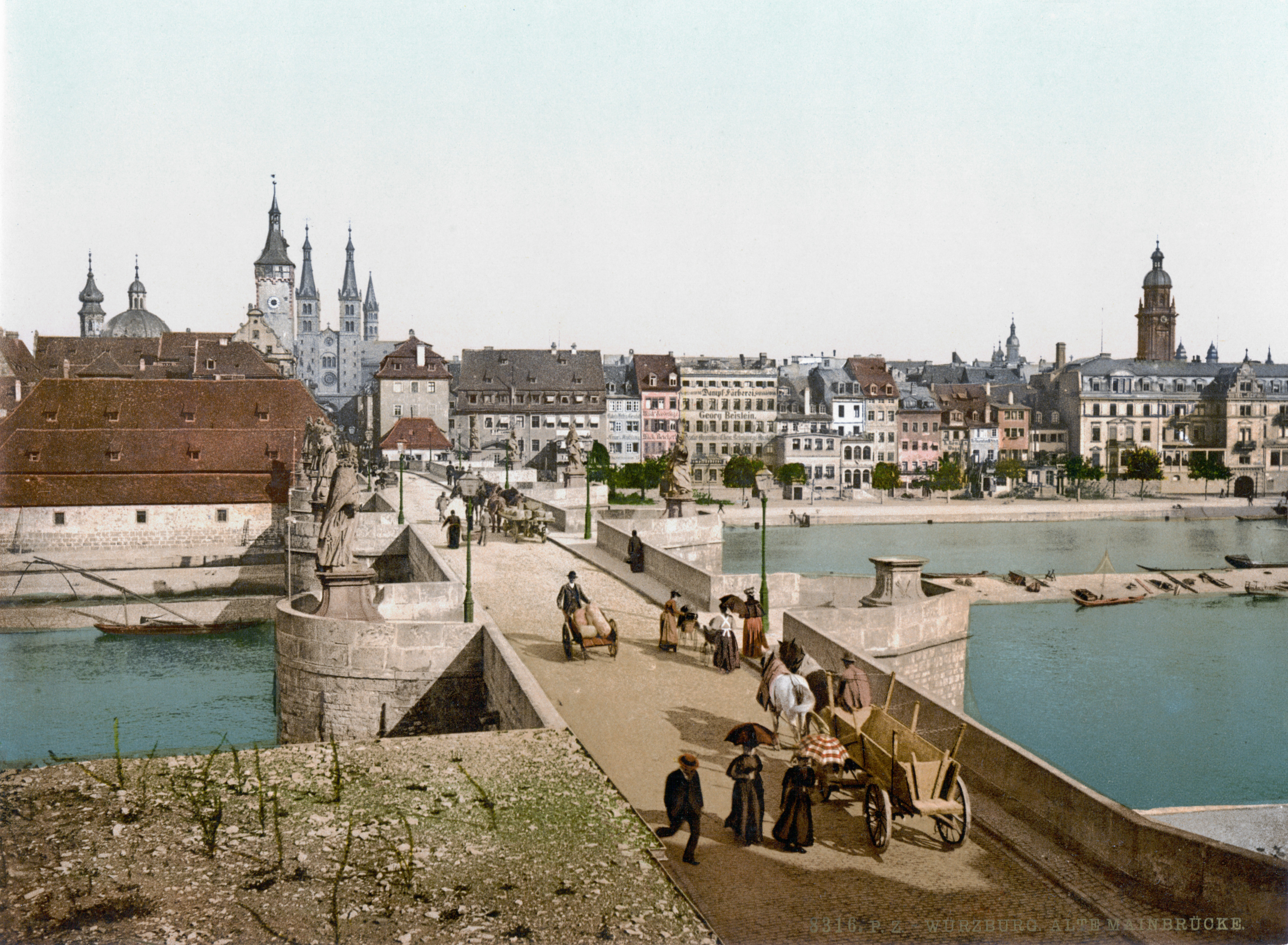
Mainbrücke in Würzburg (um 1900).